# Halderberge
Halderberge é um município dos Países Baixos, situado na província de Brabante do Norte. Tem 75,21 km² de área e sua população em 2020 foi estimada em 30.314 habitantes.